# Fort Amsterdam (Saint-Martin)
Pour les articles homonymes, voir Fort Amsterdam (homonymie).
 (avril 2025).
Le fort Amsterdam est un fort situé à Philipsburg, à Saint-Martin.

## Historique

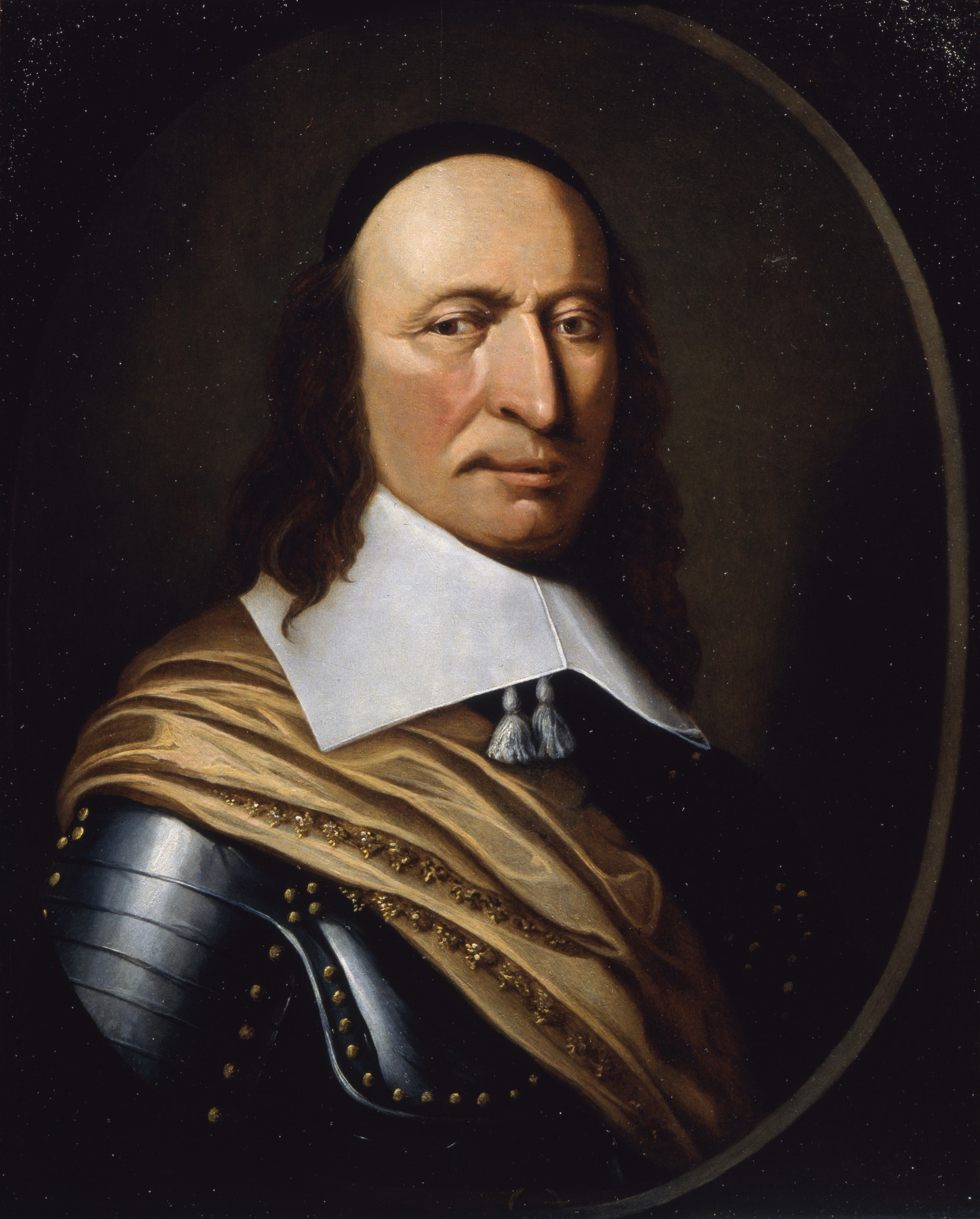
Portrait de Peter Stuyvesant (1612–1672)

Le fort Amsterdam a été le premier fort construit par les colons hollandais dans la Caraïbe, en 1631. Les Espagnols s'en emparèrent deux ans plus tard et décidèrent de l'agrandir et de le fortifier afin de défendre la route maritime vers les Grandes Antilles et Porto Rico et de contrôler l'accès à la baie de Great Bay, face à Philipsburg. En 1644, Pieter Stuyvesant, fondateur de New York, alors appelé Nouvelle-Néerlande, perdit une jambe lors d'une tentative de reconquête du fort pour les Pays-Bas. Quand les Espagnols abandonnèrent l'île en 1648, le fort fut détruit.
C'est en 1737 que les Hollandais le baptisèrent Fort Amsterdam. Il fut ensuite occupé successivement par les Français et les Anglais jusqu'en 1816.
Ay début du XXIe siècle, le fort est en état de délabrement. Il y a plusieurs canons rouillés datant du XIXe siècle.

## Zone de conservation des oiseaux
Il existe une colonie d'élevage de pélicans bruns, du côté ouest de la pointe, sur une pente en dessous du fort. Le site, d'une superficie de 278 hectares, a été identifié par BirdLife International comme une zone importante pour la conservation des oiseaux. La végétation se caractérise par de la fruticée d'Acacia macracantha et de Vachellia tortuosa, atteignant plus de 2 m de haut.